# Diphascon aculeatum
Diphascon aculeatum är en djurart som tillhör fylumet trögkrypare, och som först beskrevs av Walter Maucci 1952.  Diphascon aculeatum ingår i släktet Diphascon och familjen Hypsibiidae. Inga underarter finns listade i Catalogue of Life.